# Democracia y Libertad
Democracia y Libertad (en catalán: Democràcia i Llibertat) fue una coalición política española de ámbito autonómico catalán que se presentó a las elecciones generales. El nombre fue dado a conocer el 6 de noviembre de 2015; la coalición se compuso de los partidos Convergencia Democrática de Cataluña (CDC), Demócratas de Cataluña (DC), y Reagrupament (RI.cat). CDC avaló la creación de la coalición el 6 de noviembre con el 84,25 % de los votos de sus militantes, y DC realizó lo mismo con el 78 % de votos afirmativos de sus miembros.
El entonces consejero de la Presidencia del Gobierno de Cataluña, Francesc Homs, fue el líder de la coalición.
En las elecciones del 20 de diciembre de 2015, la coalición obtuvo 565.501 votos, con lo cual obtuvo 8 escaños en el Congreso de los Diputados.
El 9 de mayo de 2016 CDC anunció que se presentaría en solitario a las elecciones generales de junio, desechando repetir el pacto con DC y RI.cat, desapareciendo de esta forma la coalición. El 13 de mayo, Demócratas de Cataluña anunció que no se presentaría a las elecciones generales del 26 de junio.
| Comicios | Cabeza de lista | Número de votos | % (Cataluña) | Escaños obtenidos (Cataluña) |
| -------- | --------------- | --------------- | ------------ | ---------------------------- |
| 2015     | Francesc Homs   | 567.253         | 15,08% (#4)  | 8/47                         |